# Amstel Gold Race 2023
L'Amstel Gold Race 2023 fou la 57a edició de l'Amstel Gold Race. La cursa es va disputar el 16 d'abril de 2023, sobre un recorregut de 253,6 km, entre Maastricht i Berg en Terblijt. La cursa formava part l'UCI World Tour 2023 i era la primera del tríptic de les Ardenes, abans de la Fletxa Valona i la Lieja-Bastogne-Lieja.
El vencedor final fou l'eslovè Tadej Pogačar (UAE Team Emirates), que s'imposà en solitari. L'irlandès Ben Healy (EF Education-EasyPost) i el britànic Tom Pidcock (Ineos Grenadiers) completaren el podi.

## Equips participants
En ser l'Amstel Gold Race una prova de l'UCI World Tour, els 18 World Tour són automàticament convidats i obligats a prendre-hi part. A banda, set equips són convidats a prendre-hi part per formar un pilot de 25 equips.
| WorldTeams (18)- AG2R Citroën Team - Astana Qazaqstan Team - Bahrain Victorious - Bora-Hansgrohe - Cofidis - EF Education-EasyPost - Groupama-FDJ - Ineos Grenadiers - Intermarché-Wanty-Gobert Matériaux - Israel-Premier Tech - Jumbo-Visma - Lotto-Soudal - Movistar Team - Quick-Step Alpha Vinyl - BikeExchange-Jayco - Team DSM - Trek-Segafredo - UAE Team Emirates ProTeams (7)- Alpecin-Fenix - Arkéa-Samsic - B&B Hotels-KTM - Bardiani-CSF-Faizanè - Bingoal Pauwels Sauces WB - TotalEnergies - Sport Vlaanderen-Baloise |
| |

## Classificació final
| \| Classificació general \| Classificació general \| Classificació general \| Classificació general \| Classificació general \| \| Corredor \| Corredor \| Equip \| Temps \| \| \| --------------------- \| --------------------- \| ---------------------- \| --------------------- \| --------------------- \| \| 1r \| Tadej Pogačar \| UAE Team Emirates \| 6h 02' 02" \| \| \| 2n \| Ben Healy \| EF Education-EasyPost \| + 38" \| \| \| 3r \| Thomas Pidcock \| Ineos Grenadiers \| + 2' 14" \| \| \| 4t \| Andreas Kron \| Lotto Dstny \| + 2' 14" \| \| \| 5è \| Aleksei Lutsenko \| Astana Qazaqstan Team \| + 2' 14" \| \| \| 6è \| Andrea Bagioli \| Soudal Quick-Step \| + 3' 14" \| \| \| 7è \| Maxim Van Gils \| Lotto Dstny \| + 3' 14" \| \| \| 8è \| Mattias Skjelmose \| Trek-Segafredo \| + 3' 14" \| \| \| 9è \| Alexander Kamp \| Tudor Pro Cycling Team \| + 3' 14" \| \| \| 10è \| Axel Zingle \| Cofidis \| + 3' 14" \| \| |                   |                        |            |
| |                   |                        |            |
| Font: ProCyclingStats |                   |                        |            |
| Classificació general |                   |                        |            |
| Corredor | Corredor          | Equip                  | Temps      |
| 1r | Tadej Pogačar     | UAE Team Emirates      | 6h 02' 02" |
| 2n | Ben Healy         | EF Education-EasyPost  | + 38"      |
| 3r | Thomas Pidcock    | Ineos Grenadiers       | + 2' 14"   |
| 4t | Andreas Kron      | Lotto Dstny            | + 2' 14"   |
| 5è | Aleksei Lutsenko  | Astana Qazaqstan Team  | + 2' 14"   |
| 6è | Andrea Bagioli    | Soudal Quick-Step      | + 3' 14"   |
| 7è | Maxim Van Gils    | Lotto Dstny            | + 3' 14"   |
| 8è | Mattias Skjelmose | Trek-Segafredo         | + 3' 14"   |
| 9è | Alexander Kamp    | Tudor Pro Cycling Team | + 3' 14"   |
| 10è | Axel Zingle       | Cofidis                | + 3' 14"   |

## Llista de participants
| Ineos Grenadiers IGD | Ineos Grenadiers IGD     | Ineos Grenadiers IGD |
| -------------------- | ------------------------ | -------------------- |
| Núm                  | Ciclista                 | Pos                  |
| 1                    | Michał Kwiatkowski (POL) | 72è                  |
| 2                    | Thomas Pidcock (GBR)     | 3r                   |
| 3                    | Brandon Rivera (COL)     | DNF                  |
| 4                    | Kim Heiduk (GER)         | 69è                  |
| 5                    | Connor Swift (GBR)       | 67è                  |
| 6                    | Magnus Sheffield (USA)   | 46è                  |
| 7                    | Joshua Tarling (GBR)     | DNF                  |

| AG2R Citroën Team ACT | AG2R Citroën Team ACT   | AG2R Citroën Team ACT |
| --------------------- | ----------------------- | --------------------- |
| Núm                   | Ciclista                | Pos                   |
| 11                    | Benoît Cosnefroy (FRA)  | 21è                   |
| 12                    | Michael Schär (SUI)     | DNF                   |
| 13                    | Mikaël Cherel (FRA)     | DNF                   |
| 14                    | Alan Retailleau (FRA)   | DNF                   |
| 15                    | Stan Dewulf (BEL)       | DNF                   |
| 16                    | Dorian Godon (FRA)      | DNF                   |
| 17                    | Greg Van Avermaet (BEL) | 26è                   |

| Jumbo-Visma TJV | Jumbo-Visma TJV            | Jumbo-Visma TJV |
| --------------- | -------------------------- | --------------- |
| Núm             | Ciclista                   | Pos             |
| 21              | Tiesj Benoot (BEL)         | 15è             |
| 22              | Lennard Hofstede (NED)     | DNF             |
| 23              | Gijs Leemreize (NED)       | DNF             |
| 24              | Sam Oomen (NED)            | 48è             |
| 25              | Attila Valter (HUN) (ruta) | 30è             |
| 26              | Tosh Van der Sande (BEL)   | DNF             |
| 27              | Jos van Emden (NED)        | DNF             |

| Alpecin-Deceuninck ADC | Alpecin-Deceuninck ADC      | Alpecin-Deceuninck ADC |
| ---------------------- | --------------------------- | ---------------------- |
| Núm                    | Ciclista                    | Pos                    |
| 31                     | Søren Kragh Andersen (DEN)  | 40è                    |
| 32                     | Fabio Van den Bossche (BEL) | DNF                    |
| 33                     | Xandro Meurisse (BEL)       | DNF                    |
| 34                     | Robert Stannard (AUS)       | 74è                    |
| 35                     | Jimmy Janssens (BEL)        | DNF                    |
| 36                     | Tobias Bayer (AUT)          | DNF                    |
| 37                     | Gianni Vermeersch (BEL)     | 14è                    |

| Bora-Hansgrohe BOH | Bora-Hansgrohe BOH          | Bora-Hansgrohe BOH |
| ------------------ | --------------------------- | ------------------ |
| Núm                | Ciclista                    | Pos                |
| 41                 | Jai Hindley (AUS)           | 12è                |
| 42                 | Patrick Gamper (AUT)        | DNF                |
| 43                 | Sergio Higuita García (COL) | DNF                |
| 44                 | Nils Politt (GER) (ruta)    | DNF                |
| 45                 | Luis-Joe Lührs (GER)        | DNF                |
| 46                 | Giovanni Aleotti (ITA)      | 51è                |
| 47                 | Ide Schelling (NED)         | 53è                |

| UAE Team Emirates UAD | UAE Team Emirates UAD            | UAE Team Emirates UAD |
| --------------------- | -------------------------------- | --------------------- |
| Núm                   | Ciclista                         | Pos                   |
| 51                    | Tadej Pogačar (SLO)              | 1r                    |
| 52                    | Sjoerd Bax (NED)                 | DNF                   |
| 53                    | Felix Großschartner (AUT) (ruta) | DNF                   |
| 54                    | Marc Hirschi (SUI)               | 36è                   |
| 55                    | Rui Oliveira (POR)               | DNF                   |
| 56                    | Ryan Gibbons (RSA)               | DNF                   |
| 57                    | Matteo Trentin (ITA)             | 52è                   |

| Intermarché-Circus-Wanty ICW | Intermarché-Circus-Wanty ICW     | Intermarché-Circus-Wanty ICW |
| ---------------------------- | -------------------------------- | ---------------------------- |
| Núm                          | Ciclista                         | Pos                          |
| 61                           | Loïc Vliegen (BEL)               | DNF                          |
| 62                           | Lilian Calmejane (FRA)           | DNF                          |
| 63                           | Rui Alberto Faria da Costa (POR) | 32è                          |
| 64                           | Dries De Pooter (BEL)            | DNF                          |
| 65                           | Lorenzo Rota (ITA)               | 61è                          |
| 66                           | Dion Smith (NZL)                 | 50è                          |
| 67                           | Georg Zimmermann (GER)           | 49è                          |

| EF Education-EasyPost EFE | EF Education-EasyPost EFE   | EF Education-EasyPost EFE |
| ------------------------- | --------------------------- | ------------------------- |
| Núm                       | Ciclista                    | Pos                       |
| 71                        | Ben Healy (IRL)             | 2n                        |
| 72                        | Mikkel Frølich Honoré (DEN) | DNF                       |
| 73                        | Andrea Piccolo (ITA)        | 66è                       |
| 74                        | Neilson Powless (USA)       | DNF                       |
| 75                        | Sean Quinn (USA)            | DNF                       |
| 76                        | James Shaw (GBR)            | 70è                       |
| 77                        | Julius van den Berg (NED)   | DNF                       |

| Soudal Quick-Step SOQ | Soudal Quick-Step SOQ | Soudal Quick-Step SOQ |
| --------------------- | --------------------- | --------------------- |
| Núm                   | Ciclista              | Pos                   |
| 81                    | Rémi Cavagna (FRA)    | 23è                   |
| 82                    | Dries Devenyns (BEL)  | DNF                   |
| 83                    | Jannik Steimle (GER)  | DNF                   |
| 84                    | Mauro Schmid (SUI)    | 37è                   |
| 85                    | Martin Svrček (SVK)   | DNF                   |
| 86                    | Stan Van Tricht (BEL) | 25è                   |
| 87                    | Andrea Bagioli (ITA)  | 6è                    |

| Trek-Segafredo TFS | Trek-Segafredo TFS      | Trek-Segafredo TFS |
| ------------------ | ----------------------- | ------------------ |
| Núm                | Ciclista                | Pos                |
| 91                 | Bauke Mollema (NED)     | 29è                |
| 92                 | Toms Skujiņš (LAT)      | 28è                |
| 93                 | Quinn Simmons (USA)     | DNF                |
| 94                 | Otto Vergaerde (BEL)    | DNF                |
| 95                 | Mattias Skjelmose (DEN) | 8è                 |
| 96                 | Markus Hoelgaard (NOR)  | DNF                |
| 97                 | Mathias Vacek (CZE)     | DNF                |

| Groupama-FDJ GFC | Groupama-FDJ GFC        | Groupama-FDJ GFC |
| ---------------- | ----------------------- | ---------------- |
| Núm              | Ciclista                | Pos              |
| 101              | David Gaudu (FRA)       | DNF              |
| 102              | Lars van den Berg (NED) | 65è              |
| 103              | Valentin Madouas (FRA)  | 11è              |
| 104              | Kevin Geniets (LUX)     | 16è              |
| 105              | Romain Grégoire (FRA)   | DNF              |
| 106              | Quentin Pacher (FRA)    | DNF              |
| 107              | Rudy Molard (FRA)       | 62è              |

| Bahrain Victorious TBV | Bahrain Victorious TBV | Bahrain Victorious TBV |
| ---------------------- | ---------------------- | ---------------------- |
| Núm                    | Ciclista               | Pos                    |
| 111                    | Matej Mohorič (SLO)    | 33è                    |
| 112                    | Filip Maciejuk (POL)   | DNF                    |
| 113                    | Jonathan Milan (ITA)   | DNF                    |
| 114                    | Matevž Govekar (SLO)   | DNF                    |
| 115                    | Fran Miholjević (CRO)  | DNF                    |
| 116                    | Nikias Arndt (GER)     | 57è                    |
| 117                    | Wout Poels (NED)       | 22è                    |

| Team DSM DSM | Team DSM DSM          | Team DSM DSM |
| ------------ | --------------------- | ------------ |
| Núm          | Ciclista              | Pos          |
| 121          | Martijn Tusveld (NED) | DNF          |
| 122          | Oscar Onley (GBR)     | DNF          |
| 123          | Romain Combaud (FRA)  | DNF          |
| 124          | Sean Flynn (GBR)      | DNF          |
| 125          | Leon Heinschke (GER)  | DNF          |
| 126          | Matthew Dinham (AUS)  | 27è          |
| 127          | Kevin Vermaerke (USA) | 44è          |

| Cofidis COF | Cofidis COF                    | Cofidis COF |
| ----------- | ------------------------------ | ----------- |
| Núm         | Ciclista                       | Pos         |
| 131         | Bryan Coquard (FRA)            | 55è         |
| 132         | Alexandre Delettre (FRA)       | DNF         |
| 133         | Axel Zingle (FRA)              | 10è         |
| 134         | Jonathan Lastra Martínez (ESP) | DNF         |
| 135         | Pierre-Luc Périchon (FRA)      | DNF         |
| 136         | Jelle Wallays (BEL)            | DNF         |
| 137         | André Carvalho (POR)           | DNF         |

| Movistar Team MOV | Movistar Team MOV               | Movistar Team MOV |
| ----------------- | ------------------------------- | ----------------- |
| Núm               | Ciclista                        | Pos               |
| 141               | Ruben Guerreiro (POR)           | 39è               |
| 142               | Alexander Aranburu Deba (ESP)   | 31è               |
| 143               | Jorge Arcas (ESP)               | DNF               |
| 144               | Gorka Izagirre Insausti (ESP)   | DNF               |
| 145               | Johan Jacobs (SUI)              | DNF               |
| 146               | Gonzalo Serrano Rodríguez (ESP) | 41è               |
| 147               | José Joaquín Rojas Gil (ESP)    | 64è               |

| Astana Qazaqstan Team AST | Astana Qazaqstan Team AST        | Astana Qazaqstan Team AST |
| ------------------------- | -------------------------------- | ------------------------- |
| Núm                       | Ciclista                         | Pos                       |
| 151                       | Aleksei Lutsenko (KAZ)           | 5è                        |
| 152                       | Cristian Scaroni (ITA)           | DNF                       |
| 153                       | David de la Cruz Melgarejo (ESP) | 34è                       |
| 154                       | Simone Velasco (ITA)             | 17è                       |
| 155                       | Samuele Battistella (ITA)        | 54è                       |
| 156                       | Andrei Zeits (KAZ)               | NP                        |
| 157                       | Gianni Moscon (ITA)              | DNF                       |

| Team Jayco AlUla JAY | Team Jayco AlUla JAY          | Team Jayco AlUla JAY |
| -------------------- | ----------------------------- | -------------------- |
| Núm                  | Ciclista                      | Pos                  |
| 161                  | Luke Durbridge (AUS)          | DNF                  |
| 162                  | Jan Maas (NED)                | DNF                  |
| 163                  | Lawson Craddock (USA)         | DNF                  |
| 164                  | Alexandre Balmer (SUI)        | DNF                  |
| 165                  | Christopher Juul-Jensen (DEN) | 75è                  |
| 166                  | Matteo Sobrero (ITA)          | 38è                  |
| 167                  | Zdeněk Štybar (CZE)           | DNF                  |

| Arkéa-Samsic ARK | Arkéa-Samsic ARK          | Arkéa-Samsic ARK |
| ---------------- | ------------------------- | ---------------- |
| Núm              | Ciclista                  | Pos              |
| 171              | Warren Barguil (FRA)      | 35è              |
| 172              | Louis Barré (FRA)         | 47è              |
| 173              | Clément Champoussin (FRA) | DNF              |
| 174              | Anthony Delaplace (FRA)   | DNF              |
| 175              | Simon Guglielmi (FRA)     | 77è              |
| 176              | Łukasz Owsian (POL)       | 73è              |
| 177              | Mathis Le Berre (FRA)     | DNF              |

| Lotto Dstny LTD | Lotto Dstny LTD               | Lotto Dstny LTD |
| --------------- | ----------------------------- | --------------- |
| Núm             | Ciclista                      | Pos             |
| 181             | Pascal Eenkhoorn (NED) (ruta) | 18è             |
| 182             | Arjen Livyns (BEL)            | 71è             |
| 183             | Harry Sweeny (AUS)            | DNF             |
| 184             | Jarrad Drizners (AUS)         | DNF             |
| 185             | Andreas Kron (DEN)            | 4t              |
| 186             | Maxim Van Gils (BEL)          | 7è              |
| 187             | Rüdiger Selig (GER)           | DNF             |

| TotalEnergies TEN | TotalEnergies TEN        | TotalEnergies TEN |
| ----------------- | ------------------------ | ----------------- |
| Núm               | Ciclista                 | Pos               |
| 191               | Fabien Grellier (FRA)    | DNF               |
| 192               | Mattéo Vercher (FRA)     | DNF               |
| 193               | Valentin Ferron (FRA)    | 13è               |
| 194               | Dries Van Gestel (BEL)   | DNF               |
| 195               | Mathieu Burgaudeau (FRA) | 19è               |
| 196               | Sandy Dujardin (FRA)     | 24è               |
| 197               | Thomas Bonnet (FRA)      | DNF               |

| Team Flanders-Baloise TFB | Team Flanders-Baloise TFB | Team Flanders-Baloise TFB |
| ------------------------- | ------------------------- | ------------------------- |
| Núm                       | Ciclista                  | Pos                       |
| 201                       | Jenno Berckmoes (BEL)     | 59è                       |
| 202                       | Kamiel Bonneu (BEL)       | 43è                       |
| 203                       | Vito Braet (BEL)          | DNF                       |
| 204                       | Alex Colman (BEL)         | DNF                       |
| 205                       | Sander De Pestel (BEL)    | DNF                       |
| 206                       | Elias Maris (BEL)         | 60è                       |
| 207                       | Ward Vanhoof (BEL)        | DNF                       |

| Q36.5 Pro Cycling Team Q36 | Q36.5 Pro Cycling Team Q36 | Q36.5 Pro Cycling Team Q36 |
| -------------------------- | -------------------------- | -------------------------- |
| Núm                        | Ciclista                   | Pos                        |
| 211                        | Tom Devriendt (BEL)        | DNF                        |
| 212                        | Walter Calzoni (ITA)       | DNF                        |
| 213                        | Tobias Ludvigsson (SWE)    | DNF                        |
| 214                        | Alessandro Fedeli (ITA)    | DNF                        |
| 215                        | Cyrus Monk (AUS)           | 58è                        |
| 216                        | Kamil Małecki (POL)        | DNF                        |
| 217                        | Nicolò Parisini (ITA)      | DNF                        |

| Uno-X Pro Cycling Team UXT | Uno-X Pro Cycling Team UXT       | Uno-X Pro Cycling Team UXT |
| -------------------------- | -------------------------------- | -------------------------- |
| Núm                        | Ciclista                         | Pos                        |
| 221                        | Fredrik Dversnes (NOR)           | 56è                        |
| 222                        | Martin Bugge Urianstad (NOR)     | DNF                        |
| 223                        | Anthon Charmig (DEN)             | DNF                        |
| 224                        | Anders Halland Johannessen (NOR) | DNF                        |
| 225                        | Tobias Halland Johannessen (NOR) | 76è                        |
| 226                        | Jacob Hindsgaul Madsen (DEN)     | DNF                        |
| 227                        | Jonas Gregaard Wilsly (DEN)      | DNF                        |

| Israel-Premier Tech IPT | Israel-Premier Tech IPT | Israel-Premier Tech IPT |
| ----------------------- | ----------------------- | ----------------------- |
| Núm                     | Ciclista                | Pos                     |
| 231                     | Michael Woods (CAN)     | DNF                     |
| 232                     | Simon Clarke (AUS)      | 20è                     |
| 233                     | Hugo Houle (CAN)        | 68è                     |
| 234                     | Nick Schultz (AUS)      | DNF                     |
| 235                     | Corbin Strong (NZL)     | DNF                     |
| 236                     | Guillaume Boivin (CAN)  | DNF                     |
| 237                     | Daryl Impey (RSA)       | DNF                     |

| Tudor Pro Cycling Team TUD | Tudor Pro Cycling Team TUD  | Tudor Pro Cycling Team TUD |
| -------------------------- | --------------------------- | -------------------------- |
| Núm                        | Ciclista                    | Pos                        |
| 241                        | Alexander Kamp (DEN) (ruta) | 9è                         |
| 242                        | Jacob Eriksson (SWE)        | DNF                        |
| 243                        | Aloïs Charrin (FRA)         | DNF                        |
| 244                        | Nils Brun (SUI)             | 63è                        |
| 245                        | Arthur Kluckers (LUX)       | 42è                        |
| 246                        | Miká Heming (GER)           | DNF                        |
| 247                        | Lucas Eriksson (SWE) (ruta) | 45è                        |

| Ineos Grenadiers IGD | Ineos Grenadiers IGD     | Ineos Grenadiers IGD |
| -------------------- | ------------------------ | -------------------- |
| Núm                  | Ciclista                 | Pos                  |
| 1                    | Michał Kwiatkowski (POL) | 72è                  |
| 2                    | Thomas Pidcock (GBR)     | 3r                   |
| 3                    | Brandon Rivera (COL)     | DNF                  |
| 4                    | Kim Heiduk (GER)         | 69è                  |
| 5                    | Connor Swift (GBR)       | 67è                  |
| 6                    | Magnus Sheffield (USA)   | 46è                  |
| 7                    | Joshua Tarling (GBR)     | DNF                  |

| AG2R Citroën Team ACT | AG2R Citroën Team ACT   | AG2R Citroën Team ACT |
| --------------------- | ----------------------- | --------------------- |
| Núm                   | Ciclista                | Pos                   |
| 11                    | Benoît Cosnefroy (FRA)  | 21è                   |
| 12                    | Michael Schär (SUI)     | DNF                   |
| 13                    | Mikaël Cherel (FRA)     | DNF                   |
| 14                    | Alan Retailleau (FRA)   | DNF                   |
| 15                    | Stan Dewulf (BEL)       | DNF                   |
| 16                    | Dorian Godon (FRA)      | DNF                   |
| 17                    | Greg Van Avermaet (BEL) | 26è                   |

| Jumbo-Visma TJV | Jumbo-Visma TJV            | Jumbo-Visma TJV |
| --------------- | -------------------------- | --------------- |
| Núm             | Ciclista                   | Pos             |
| 21              | Tiesj Benoot (BEL)         | 15è             |
| 22              | Lennard Hofstede (NED)     | DNF             |
| 23              | Gijs Leemreize (NED)       | DNF             |
| 24              | Sam Oomen (NED)            | 48è             |
| 25              | Attila Valter (HUN) (ruta) | 30è             |
| 26              | Tosh Van der Sande (BEL)   | DNF             |
| 27              | Jos van Emden (NED)        | DNF             |

| Alpecin-Deceuninck ADC | Alpecin-Deceuninck ADC      | Alpecin-Deceuninck ADC |
| ---------------------- | --------------------------- | ---------------------- |
| Núm                    | Ciclista                    | Pos                    |
| 31                     | Søren Kragh Andersen (DEN)  | 40è                    |
| 32                     | Fabio Van den Bossche (BEL) | DNF                    |
| 33                     | Xandro Meurisse (BEL)       | DNF                    |
| 34                     | Robert Stannard (AUS)       | 74è                    |
| 35                     | Jimmy Janssens (BEL)        | DNF                    |
| 36                     | Tobias Bayer (AUT)          | DNF                    |
| 37                     | Gianni Vermeersch (BEL)     | 14è                    |

| Bora-Hansgrohe BOH | Bora-Hansgrohe BOH          | Bora-Hansgrohe BOH |
| ------------------ | --------------------------- | ------------------ |
| Núm                | Ciclista                    | Pos                |
| 41                 | Jai Hindley (AUS)           | 12è                |
| 42                 | Patrick Gamper (AUT)        | DNF                |
| 43                 | Sergio Higuita García (COL) | DNF                |
| 44                 | Nils Politt (GER) (ruta)    | DNF                |
| 45                 | Luis-Joe Lührs (GER)        | DNF                |
| 46                 | Giovanni Aleotti (ITA)      | 51è                |
| 47                 | Ide Schelling (NED)         | 53è                |

| UAE Team Emirates UAD | UAE Team Emirates UAD            | UAE Team Emirates UAD |
| --------------------- | -------------------------------- | --------------------- |
| Núm                   | Ciclista                         | Pos                   |
| 51                    | Tadej Pogačar (SLO)              | 1r                    |
| 52                    | Sjoerd Bax (NED)                 | DNF                   |
| 53                    | Felix Großschartner (AUT) (ruta) | DNF                   |
| 54                    | Marc Hirschi (SUI)               | 36è                   |
| 55                    | Rui Oliveira (POR)               | DNF                   |
| 56                    | Ryan Gibbons (RSA)               | DNF                   |
| 57                    | Matteo Trentin (ITA)             | 52è                   |

| Intermarché-Circus-Wanty ICW | Intermarché-Circus-Wanty ICW     | Intermarché-Circus-Wanty ICW |
| ---------------------------- | -------------------------------- | ---------------------------- |
| Núm                          | Ciclista                         | Pos                          |
| 61                           | Loïc Vliegen (BEL)               | DNF                          |
| 62                           | Lilian Calmejane (FRA)           | DNF                          |
| 63                           | Rui Alberto Faria da Costa (POR) | 32è                          |
| 64                           | Dries De Pooter (BEL)            | DNF                          |
| 65                           | Lorenzo Rota (ITA)               | 61è                          |
| 66                           | Dion Smith (NZL)                 | 50è                          |
| 67                           | Georg Zimmermann (GER)           | 49è                          |

| EF Education-EasyPost EFE | EF Education-EasyPost EFE   | EF Education-EasyPost EFE |
| ------------------------- | --------------------------- | ------------------------- |
| Núm                       | Ciclista                    | Pos                       |
| 71                        | Ben Healy (IRL)             | 2n                        |
| 72                        | Mikkel Frølich Honoré (DEN) | DNF                       |
| 73                        | Andrea Piccolo (ITA)        | 66è                       |
| 74                        | Neilson Powless (USA)       | DNF                       |
| 75                        | Sean Quinn (USA)            | DNF                       |
| 76                        | James Shaw (GBR)            | 70è                       |
| 77                        | Julius van den Berg (NED)   | DNF                       |

| Soudal Quick-Step SOQ | Soudal Quick-Step SOQ | Soudal Quick-Step SOQ |
| --------------------- | --------------------- | --------------------- |
| Núm                   | Ciclista              | Pos                   |
| 81                    | Rémi Cavagna (FRA)    | 23è                   |
| 82                    | Dries Devenyns (BEL)  | DNF                   |
| 83                    | Jannik Steimle (GER)  | DNF                   |
| 84                    | Mauro Schmid (SUI)    | 37è                   |
| 85                    | Martin Svrček (SVK)   | DNF                   |
| 86                    | Stan Van Tricht (BEL) | 25è                   |
| 87                    | Andrea Bagioli (ITA)  | 6è                    |

| Trek-Segafredo TFS | Trek-Segafredo TFS      | Trek-Segafredo TFS |
| ------------------ | ----------------------- | ------------------ |
| Núm                | Ciclista                | Pos                |
| 91                 | Bauke Mollema (NED)     | 29è                |
| 92                 | Toms Skujiņš (LAT)      | 28è                |
| 93                 | Quinn Simmons (USA)     | DNF                |
| 94                 | Otto Vergaerde (BEL)    | DNF                |
| 95                 | Mattias Skjelmose (DEN) | 8è                 |
| 96                 | Markus Hoelgaard (NOR)  | DNF                |
| 97                 | Mathias Vacek (CZE)     | DNF                |

| Groupama-FDJ GFC | Groupama-FDJ GFC        | Groupama-FDJ GFC |
| ---------------- | ----------------------- | ---------------- |
| Núm              | Ciclista                | Pos              |
| 101              | David Gaudu (FRA)       | DNF              |
| 102              | Lars van den Berg (NED) | 65è              |
| 103              | Valentin Madouas (FRA)  | 11è              |
| 104              | Kevin Geniets (LUX)     | 16è              |
| 105              | Romain Grégoire (FRA)   | DNF              |
| 106              | Quentin Pacher (FRA)    | DNF              |
| 107              | Rudy Molard (FRA)       | 62è              |

| Bahrain Victorious TBV | Bahrain Victorious TBV | Bahrain Victorious TBV |
| ---------------------- | ---------------------- | ---------------------- |
| Núm                    | Ciclista               | Pos                    |
| 111                    | Matej Mohorič (SLO)    | 33è                    |
| 112                    | Filip Maciejuk (POL)   | DNF                    |
| 113                    | Jonathan Milan (ITA)   | DNF                    |
| 114                    | Matevž Govekar (SLO)   | DNF                    |
| 115                    | Fran Miholjević (CRO)  | DNF                    |
| 116                    | Nikias Arndt (GER)     | 57è                    |
| 117                    | Wout Poels (NED)       | 22è                    |

| Team DSM DSM | Team DSM DSM          | Team DSM DSM |
| ------------ | --------------------- | ------------ |
| Núm          | Ciclista              | Pos          |
| 121          | Martijn Tusveld (NED) | DNF          |
| 122          | Oscar Onley (GBR)     | DNF          |
| 123          | Romain Combaud (FRA)  | DNF          |
| 124          | Sean Flynn (GBR)      | DNF          |
| 125          | Leon Heinschke (GER)  | DNF          |
| 126          | Matthew Dinham (AUS)  | 27è          |
| 127          | Kevin Vermaerke (USA) | 44è          |

| Cofidis COF | Cofidis COF                    | Cofidis COF |
| ----------- | ------------------------------ | ----------- |
| Núm         | Ciclista                       | Pos         |
| 131         | Bryan Coquard (FRA)            | 55è         |
| 132         | Alexandre Delettre (FRA)       | DNF         |
| 133         | Axel Zingle (FRA)              | 10è         |
| 134         | Jonathan Lastra Martínez (ESP) | DNF         |
| 135         | Pierre-Luc Périchon (FRA)      | DNF         |
| 136         | Jelle Wallays (BEL)            | DNF         |
| 137         | André Carvalho (POR)           | DNF         |

| Movistar Team MOV | Movistar Team MOV               | Movistar Team MOV |
| ----------------- | ------------------------------- | ----------------- |
| Núm               | Ciclista                        | Pos               |
| 141               | Ruben Guerreiro (POR)           | 39è               |
| 142               | Alexander Aranburu Deba (ESP)   | 31è               |
| 143               | Jorge Arcas (ESP)               | DNF               |
| 144               | Gorka Izagirre Insausti (ESP)   | DNF               |
| 145               | Johan Jacobs (SUI)              | DNF               |
| 146               | Gonzalo Serrano Rodríguez (ESP) | 41è               |
| 147               | José Joaquín Rojas Gil (ESP)    | 64è               |

| Astana Qazaqstan Team AST | Astana Qazaqstan Team AST        | Astana Qazaqstan Team AST |
| ------------------------- | -------------------------------- | ------------------------- |
| Núm                       | Ciclista                         | Pos                       |
| 151                       | Aleksei Lutsenko (KAZ)           | 5è                        |
| 152                       | Cristian Scaroni (ITA)           | DNF                       |
| 153                       | David de la Cruz Melgarejo (ESP) | 34è                       |
| 154                       | Simone Velasco (ITA)             | 17è                       |
| 155                       | Samuele Battistella (ITA)        | 54è                       |
| 156                       | Andrei Zeits (KAZ)               | NP                        |
| 157                       | Gianni Moscon (ITA)              | DNF                       |

| Team Jayco AlUla JAY | Team Jayco AlUla JAY          | Team Jayco AlUla JAY |
| -------------------- | ----------------------------- | -------------------- |
| Núm                  | Ciclista                      | Pos                  |
| 161                  | Luke Durbridge (AUS)          | DNF                  |
| 162                  | Jan Maas (NED)                | DNF                  |
| 163                  | Lawson Craddock (USA)         | DNF                  |
| 164                  | Alexandre Balmer (SUI)        | DNF                  |
| 165                  | Christopher Juul-Jensen (DEN) | 75è                  |
| 166                  | Matteo Sobrero (ITA)          | 38è                  |
| 167                  | Zdeněk Štybar (CZE)           | DNF                  |

| Arkéa-Samsic ARK | Arkéa-Samsic ARK          | Arkéa-Samsic ARK |
| ---------------- | ------------------------- | ---------------- |
| Núm              | Ciclista                  | Pos              |
| 171              | Warren Barguil (FRA)      | 35è              |
| 172              | Louis Barré (FRA)         | 47è              |
| 173              | Clément Champoussin (FRA) | DNF              |
| 174              | Anthony Delaplace (FRA)   | DNF              |
| 175              | Simon Guglielmi (FRA)     | 77è              |
| 176              | Łukasz Owsian (POL)       | 73è              |
| 177              | Mathis Le Berre (FRA)     | DNF              |

| Lotto Dstny LTD | Lotto Dstny LTD               | Lotto Dstny LTD |
| --------------- | ----------------------------- | --------------- |
| Núm             | Ciclista                      | Pos             |
| 181             | Pascal Eenkhoorn (NED) (ruta) | 18è             |
| 182             | Arjen Livyns (BEL)            | 71è             |
| 183             | Harry Sweeny (AUS)            | DNF             |
| 184             | Jarrad Drizners (AUS)         | DNF             |
| 185             | Andreas Kron (DEN)            | 4t              |
| 186             | Maxim Van Gils (BEL)          | 7è              |
| 187             | Rüdiger Selig (GER)           | DNF             |

| TotalEnergies TEN | TotalEnergies TEN        | TotalEnergies TEN |
| ----------------- | ------------------------ | ----------------- |
| Núm               | Ciclista                 | Pos               |
| 191               | Fabien Grellier (FRA)    | DNF               |
| 192               | Mattéo Vercher (FRA)     | DNF               |
| 193               | Valentin Ferron (FRA)    | 13è               |
| 194               | Dries Van Gestel (BEL)   | DNF               |
| 195               | Mathieu Burgaudeau (FRA) | 19è               |
| 196               | Sandy Dujardin (FRA)     | 24è               |
| 197               | Thomas Bonnet (FRA)      | DNF               |

| Team Flanders-Baloise TFB | Team Flanders-Baloise TFB | Team Flanders-Baloise TFB |
| ------------------------- | ------------------------- | ------------------------- |
| Núm                       | Ciclista                  | Pos                       |
| 201                       | Jenno Berckmoes (BEL)     | 59è                       |
| 202                       | Kamiel Bonneu (BEL)       | 43è                       |
| 203                       | Vito Braet (BEL)          | DNF                       |
| 204                       | Alex Colman (BEL)         | DNF                       |
| 205                       | Sander De Pestel (BEL)    | DNF                       |
| 206                       | Elias Maris (BEL)         | 60è                       |
| 207                       | Ward Vanhoof (BEL)        | DNF                       |

| Q36.5 Pro Cycling Team Q36 | Q36.5 Pro Cycling Team Q36 | Q36.5 Pro Cycling Team Q36 |
| -------------------------- | -------------------------- | -------------------------- |
| Núm                        | Ciclista                   | Pos                        |
| 211                        | Tom Devriendt (BEL)        | DNF                        |
| 212                        | Walter Calzoni (ITA)       | DNF                        |
| 213                        | Tobias Ludvigsson (SWE)    | DNF                        |
| 214                        | Alessandro Fedeli (ITA)    | DNF                        |
| 215                        | Cyrus Monk (AUS)           | 58è                        |
| 216                        | Kamil Małecki (POL)        | DNF                        |
| 217                        | Nicolò Parisini (ITA)      | DNF                        |

| Uno-X Pro Cycling Team UXT | Uno-X Pro Cycling Team UXT       | Uno-X Pro Cycling Team UXT |
| -------------------------- | -------------------------------- | -------------------------- |
| Núm                        | Ciclista                         | Pos                        |
| 221                        | Fredrik Dversnes (NOR)           | 56è                        |
| 222                        | Martin Bugge Urianstad (NOR)     | DNF                        |
| 223                        | Anthon Charmig (DEN)             | DNF                        |
| 224                        | Anders Halland Johannessen (NOR) | DNF                        |
| 225                        | Tobias Halland Johannessen (NOR) | 76è                        |
| 226                        | Jacob Hindsgaul Madsen (DEN)     | DNF                        |
| 227                        | Jonas Gregaard Wilsly (DEN)      | DNF                        |

| Israel-Premier Tech IPT | Israel-Premier Tech IPT | Israel-Premier Tech IPT |
| ----------------------- | ----------------------- | ----------------------- |
| Núm                     | Ciclista                | Pos                     |
| 231                     | Michael Woods (CAN)     | DNF                     |
| 232                     | Simon Clarke (AUS)      | 20è                     |
| 233                     | Hugo Houle (CAN)        | 68è                     |
| 234                     | Nick Schultz (AUS)      | DNF                     |
| 235                     | Corbin Strong (NZL)     | DNF                     |
| 236                     | Guillaume Boivin (CAN)  | DNF                     |
| 237                     | Daryl Impey (RSA)       | DNF                     |

| Tudor Pro Cycling Team TUD | Tudor Pro Cycling Team TUD  | Tudor Pro Cycling Team TUD |
| -------------------------- | --------------------------- | -------------------------- |
| Núm                        | Ciclista                    | Pos                        |
| 241                        | Alexander Kamp (DEN) (ruta) | 9è                         |
| 242                        | Jacob Eriksson (SWE)        | DNF                        |
| 243                        | Aloïs Charrin (FRA)         | DNF                        |
| 244                        | Nils Brun (SUI)             | 63è                        |
| 245                        | Arthur Kluckers (LUX)       | 42è                        |
| 246                        | Miká Heming (GER)           | DNF                        |
| 247                        | Lucas Eriksson (SWE) (ruta) | 45è                        |